# Сулейманово (Курганская область)
Сулейманово — село в Сафакулевском районе Курганской области. Административный центр Сулеймановского сельсовета.

## История
До 1917 года в составе Сарт-Калмыкской волости Челябинского уезда Оренбургской губернии. По данным на 1926 год заимка Сулейманова состояла из 30 хозяйства. В административном отношении входила в состав Абдульменевского сельсовета Яланского района Челябинского округа Уральской области.

## Население
| 1989 | 2002 | 2010 |
| ---- | ---- | ---- |
| 1045 | ↘757 | ↘525 |

По данным переписи 1926 года на заимке проживало 144 человека (64 мужчины и 80 женщин), в том числе: русские составляли 100 % населения.
Национальный состав
Согласно результатам Всероссийской переписи населения 2002 года, в национальной структуре населения башкиры составляли 75 %.